# Cresimiro III da Croácia
Cresimiro III (em croata: Krešimir III; em latim: Cresimirus III) foi um rei da Croácia de 1000 a 1030. Chegou ao poder com seu irmão Goislau ao vencerem seu outro irmão Esvetoslau Suronja (r. 997–1000), que ascendeu depois da morte de seu pai Estêvão Dirzislau (r. 969–997). Em 1024, foi atacado pelo catepano Basílio Boiano, que cruzou o mar Adriático a partir de Bari e capturou a esposa de Cresimiro, chamada Patrocissa, e seu filho de nome incerto, que foram levados a Bari e então enviados para Constantinopla.